# Y Trianguli
Y Trianguli är en  lysande blå variabel (SDOR)  i stjärnbilden Triangeln.
Stjärnan varierar mellan bolometrisk magnitud +15,4 och 19,1 utan någon känd periodicitet.